# Чемпионат Беларуси по шашечной композиции 1999
Чемпионат Белоруссии по шашечной композиции 1999, оригинальное название — Первый этап X чемпионата Беларуси по шашечной композиции — национальное спортивное соревнование по шашечной композиции. Организатор — комиссия по композиции Белорусской Федерации Шашек.

## О турнире
Начиная с 1991 года, белорусские чемпионаты стали проводиться раз в два года, при этом разделив соревнования по русским и международным шашкам на ежегодные этапы чемпионата. Суммирования очков этапов не производилось. Таким образом, в X чемпионате Беларуси по шашечной композиции на 1-м этапе соревновались в русские шашки, а на следующий год, в 2000-м, на 2-м этапе — в международные.
Соревнования проводились в 3 дисциплинах: проблемы, задачи, этюды.
9 наград чемпионата выиграли 8 спортсменов. Лишь Борис Иванов (Минск) выиграл две медали — золото в проблемах и серебро задачах. Впервые женщина — Людмила Румянцева — стала призёром национального чемпионата.

## Спортивные результаты
Проблемы-64.
 Борис Иванов — 17,0 очков.  Иван Навроцкий — 16,0.  Людмила Румянцева — 15,5. 4. Виктор Шульга — 12,5. 5. Иван Шклудов — 12,0. 6. Дмитрий Камчицкий — 9,5. 7. Игорь Ананич — 8,5. 8. Юлий Герман — 6,5 (вне конкурса). 9. Леонид Витошкин — 6,0. 10. Пётр Шклудов — 4,0. 11. Александр Коготько — 4,0. 12. Николай Вергейчик — 1,0.
Этюды-64.
 Леонид Витошкин — 23,25.  Пётр Шклудов — 13,75.  Виктор Денисенко — 8,25. 4. Борис Иванов — 6,25. 5. Виктор Шульга — 4,5. 6. Дмитрий Камчицкий — 3,5. 7. Криштоф Малашкевич — 3,0. 8. Григорий Кравцов — 0,0.
Задачи-64.
 Николай Бобровник — 16,25.  Борис Иванов — 16,0.  Анатолий Шишко — 11,0. 4. Константин Тарасевич — 7,0. 5. Пётр Шклудов — 4,0. 6. Владимир Гончар — 0,0.